# 岡田コウ
岡田 コウ（おかだ コウ）は、日本の漫画家。女性。北海道出身。主に成人向け漫画を執筆している。
ペンネームは好きだったキャラの名字と、中性的で簡単な名前を合わせたもの。

## 活動
初期はBL、ショタ系の同人作家として、OLとの二足のわらじを履きつつ活動していたが、2006年にショタ系アンソロジー『少年嗜好』（モエールパブリッシング）のオファーを受けて、「宿題」で商業誌デビューした。その後もショタ系や触手アンソロジーの依頼および掲載を経て、男性向けアンソロジーや成年コミック誌『COMIC ino』で作品を描くようになると、2008年からはOLを辞め、専業作家となった。2010年には2ちゃんねるにおける投票で『チュー学生日記』がエロ漫画大賞2010の1位に選ばれた。
同人活動も精力的に行なっており、個人サークル「おかだ亭」として活動している。

## 作風
- 演劇の経験を活かした脚本形式のプロットを書き、下書きをせずにペン入れを行う[1]。手書きではなくデジタルを採用している[1]。
- 参考にした漫画家として、師走の翁、BENNY'S、井ノ本リカ子などを挙げている[1]。

## 反応
単行本『だれにもいえないコト』は、成人向け漫画の売上ランキングで信長書店で1位、とらのあなで2位、メロンブックスで4位を記録した。

## 作品リスト

### 単行本
1. 『恋するぱんつ』[4] （2009年2月26日発売[5]、ヒット出版社〈セラフィンコミックス〉、ISBN 978-4-89465-429-7）
2. 『チュー学生日記』 （2010年2月5日発売[6]、ヒット出版社〈セラフィンコミックス〉、ISBN 978-4-89465-470-9）
3. 『好きで好きで、すきで』 （2011年4月8日発売[7]、ヒット出版社〈セラフィンコミックス〉、ISBN 978-4-89465-515-7）
4. 『せんせいと、わたしと。（上）』 （2013年2月21日発売[8]、ヒット出版社〈セラフィンコミックス〉、ISBN 978-4-89465-584-3）
5. 『せんせいと、わたしと。（下）』 （2013年2月21日発売[9]、ヒット出版社〈セラフィンコミックス〉、ISBN 978-4-89465-585-0）
6. 『Aサイズ』 （2015年2月6日発売[10]、ヒット出版社〈セラフィンコミックス〉、ISBN 978-4-89465-654-3）
7. 『だれにもいえないコト』 （2017年2月28日発売[11]、ヒット出版社〈セラフィンコミックス〉、ISBN 978-4-89465-717-5）
8. 『思春期のココロ』 （2019年3月29日発売[12][13]、コアマガジン〈メガストアコミックス575〉、ISBN 978-4-86653-271-4）
9. 『他愛ないコイゴコロ』 （2022年5月27日発売[14]、コアマガジン〈メガストアコミックス〉、ISBN 978-4-86653-620-0）

### イラスト
- 童顔新米教師ひなせんせい。 （2011年12月[15]、オナホール パッケージイラスト）
- TU・BO・MI （2012年[15]、オナホール パッケージイラスト）